# Cratere Hendrix
Hendrix è un cratere lunare di 16,63 km situato nella parte sud-orientale della faccia nascosta della Luna.
Il cratere è dedicato all'ottico statunitense Don Osgood Hendrix.

## Crateri correlati
Alcuni crateri minori situati in prossimità di Hendrix sono convenzionalmente identificati, sulle mappe lunari, attraverso una lettera associata al nome.
| Hendrix | Coordinate             | Diametro (in km) |
| ------- | ---------------------- | ---------------- |
| M       | 48°36′00″S 159°30′36″W | 20,59            |